# Lois de Nuremberg
Vous lisez un « bon article » labellisé en 2017.

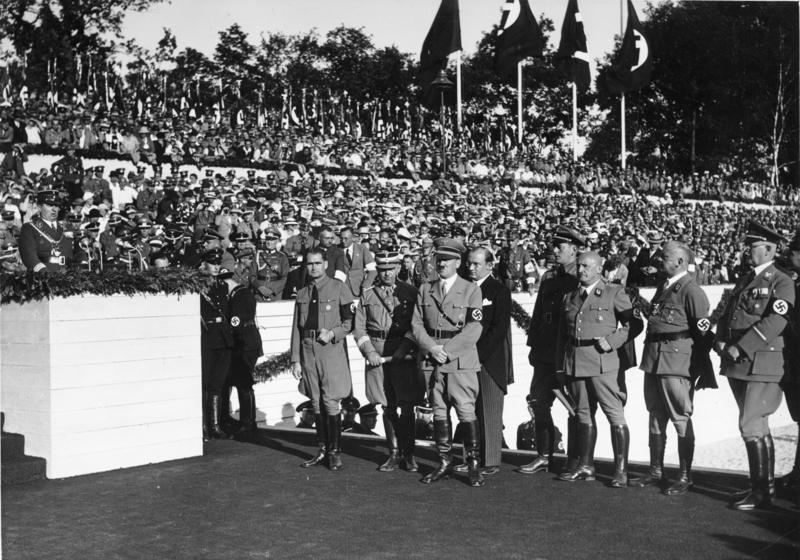
Adolf Hitler lors du congrès de 1935. À sa droite se tiennent Rudolf Hess et à sa gauche, Julius Streicher.

Les lois de Nuremberg (en allemand : Nürnberger Gesetze, /ˈnʏʁnbɛʁɡɐ ɡəˈzɛt͡sə/ ) sont trois textes adoptés par le Reichstag à l'initiative d'Adolf Hitler, lors d'une session du parlement tenue à Nuremberg à l'occasion du septième congrès annuel du Parti nazi, le 15 septembre 1935 :
- la Reichsflaggengesetz (loi sur le drapeau du Reich) ;
- la Reichsbürgergesetz (loi sur la citoyenneté du Reich) ;
- la Gesetz zum Schutze des deutschen Blutes und der deutschen Ehre (loi sur la protection du sang allemand et de l'honneur allemand).

Elles sont rédigées, dans la précipitation, sur instruction directe de Hitler et adoptées à l'unanimité par les membres du Reichstag. Les trois lois sont publiées au Reichsgesetzblatt le 16 septembre 1935 et entrent en vigueur le jour de leur promulgation.
La loi sur la citoyenneté du Reich, mise en œuvre par un décret du 14 novembre 1935, et la loi sur la protection du sang et de l'honneur allemand participent de manière essentielle à la transposition de l'antisémitisme nazi dans l'appareil législatif du Troisième Reich. Elles permettent de poursuivre et d'accentuer le processus d'exclusion des Juifs de la société allemande entamé dès avril 1933.

## Contexte

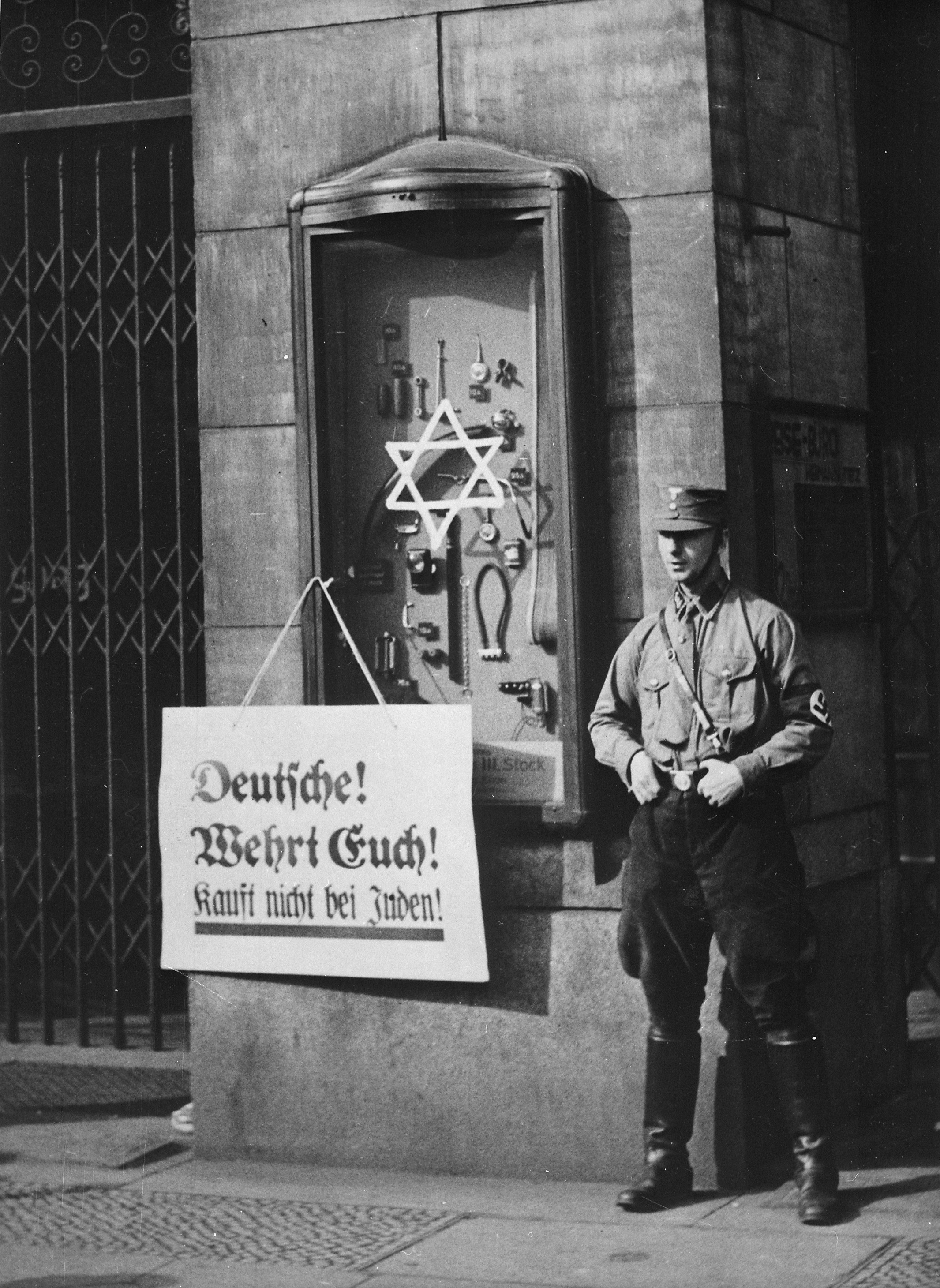
Un SA à côté d'une affiche proclamant : Allemands ! Défendez-vous ! N'achetez pas chez les Juifs !, 1 avril 1933.

La volonté du parti nazi de mettre en œuvre une politique antisémite radicale est largement antérieure à la prise du pouvoir de janvier 1933 et fait partie des fondamentaux idéologiques du nazisme. Le programme en 25 points adopté le 24 février 1920 comporte quatre articles concernant les Juifs, articles qui « constituent les seules orientations que le nazisme ait jamais indiquées à la bureaucratie ».  Hitler lance la mise au pas de la société allemande (Gleichschaltung) dès mars 1933. Après le boycott des commerces juifs, voulu par Hitler, organisé par Julius Streicher et mis en œuvre par la SA, le 1er avril 1933, l'antisémitisme nazi connaît une première traduction dans l'appareil législatif du Troisième Reich via la loi allemande sur la restauration de la fonction publique du 7 avril 1933. En son article 3 1°, connu sous le nom d'Arierparagraph, cette loi dispose que les fonctionnaires d'origine non aryenne doivent être révoqués ; le décret d'application du 11 avril 1933 précise qu'une personne est considérée comme non aryenne si elle descend de non-aryens, particulièrement de parents ou de grands-parents juifs. La présence dans l'ascendance d'un seul parent ou grand-parent juif suffit à établir le caractère non aryen de la personne considérée, le père ou la mère, la grand-mère ou le grand-père étant présumés juifs du fait de leur appartenance à la religion judaïque. Cette définition particulièrement large suscite, début 1935, des débats au sein de l'appareil nazi et rend nécessaire de définir de manière plus précise qui est ou non un Juif, dans l'acception raciste du terme.
La loi sur la restauration de la fonction publique est suivie de nombreux autres textes visant à exclure les Juifs de la société : à partir de la fin du mois d'avril, les avocats non aryens peuvent être radiés du barreau ; les médecins juifs sont exclus du système d'assurance maladie par un décret du 22 avril 1933, puis les dentistes et aides dentaires, le 2 juin ; à l'initiative de Joseph Goebbels et via la création de la Chambre de la culture du Reich, le 22 septembre, les artistes juifs sont exclus du monde culturel et ne peuvent plus se produire que dans des manifestations destinées à des publics juifs ; le 4 octobre, ordre est donné à la presse de congédier les rédacteurs en chef non aryens.
Ces mesures discriminatoires ne font pas pour autant cesser les actes de violence à l'encontre des Juifs, actes qui se multiplient en 1935. À Munich, les troubles antisémites connaissent un regain de vigueur à partir du mois de mars, avec la participation de membres des Jeunesses hitlériennes ; le 25 mai, ils prennent la forme d'un pogrom, dont l'ampleur nécessite l'intervention de la police, qui arrête, parmi les émeutiers, des membres de la SS en civil. Mi-juillet, c'est à Berlin, sur le Kurfürstendamm, que se produit une nouvelle explosion de brutalité. Le 11 juillet, des membres de la SA attaquent le marché aux bestiaux de Fulda, la plupart des marchands de bétail étant juifs, et rossent indifféremment vendeurs et clients. Les saccages et passages à tabac sont accompagnés de diverses initiatives d'autorités locales, visant entre autres à interdire aux Juifs l'accès aux stations thermales, aux cinémas, aux bibliothèques ou aux tramways ; ce déchaînement incontrôlé nuit à l'image de l'Allemagne à l'étranger, quelques mois avant les Jeux olympiques de Berlin et encourage le boycott des produits allemands, notamment aux États-Unis. Pour la plupart des dirigeants nazis, les actions désordonnées doivent cesser et l'État doit reprendre en main la politique antisémite.

## Élaboration des textes
« La préparation des lois de sinistre mémoire qui allaient déterminer le sort de milliers de personnes fut assez chaotique. »

— Ian Kershaw
Le 20 août 1935, le ministre de l'Économie, Hjalmar Schacht, organise une réunion afin de mettre en place un dispositif de lois antisémites qui puisse substituer un cadre juridique discriminant aux violences individuelles et aux initiatives locales ; les participants, dont le ministre de l'Intérieur Wilhelm Frick, le ministre de la Justice Franz Gürtner, le ministre des Finances de Prusse Johannes Popitz, le gauleiter et ministre de l'Intérieur de Bavière Adolf Wagner, et Reinhard Heydrich, qui représente la Gestapo et le SD, s'accordent sur l'emploi de mesures légales à l'encontre des Juifs afin d'appliquer les dispositions antisémites du programme du parti, et reçoivent l'aval d'Adolf Hitler.
Cet aval ne découle pas uniquement de la volonté de Hitler de séparer les Juifs du corps de la nation ; il a également pour but de réaffirmer le rôle du parti, dont de nombreux membres se sentent désavoués depuis que Hitler a marginalisé la SA pour conserver le soutien de l'appareil d'État lors de la nuit des Longs Couteaux et qu'il a défendu, début 1935, la Reichswehr contre tout empiétement du parti. « Depuis la deuxième moitié de 1933, le parti nazi, mais aussi beaucoup de services du gouvernement central et de fonctionnaires demandaient l'interdiction du mariage et des relations sexuelles entre Juifs et non-Juifs, un statut de citoyenneté spécial pour les Juifs et l'accélération de leur exclusion de la vie économique. »
En marge du congrès du parti nazi, qui se tient à Nuremberg, Adolf Hitler exige, le 13 septembre 1935, qu'un projet de loi pour « protéger le sang allemand » contre les mariages mixtes entre Allemands et Juifs soit élaboré et fait convoquer des hauts fonctionnaires du ministère de l'Intérieur et de la chancellerie afin de rédiger le texte. Les brouillons successifs sont rédigés « au milieu de l'agitation générale, au son des fanfares et sur fond du pas cadencé des foules ». Contrairement à la loi sur la restauration du fonctionnariat, le texte soumis à Hitler comporte expressément le terme de Juif, tout en ne définissant pas celui-ci. Le 14 au soir, le ministre de l'Intérieur Wilhelm Frick donne l'ordre aux experts de rédiger un second texte, restreignant la citoyenneté nationale aux seules personnes de sang allemand ou apparenté, le terme Juif n'étant pas utilisé ; le texte est terminé vers 2 h 30. Vers minuit, Frick revient d'une entrevue avec Hitler avec l'instruction de préparer quatre versions de la loi sur la protection du sang allemand, version entre lesquelles Hitler ne tranche qu'au moment de la séance du Reichstag du lendemain.
Pour Saul Friedländer, le fait que Hitler attende le dernier moment pour établir les versions définitives des textes résulte de sa méthode consistant à porter des coups soudains afin de déstabiliser ses adversaires et de les mettre devant le fait accompli : « Si la législation antijuive leur avait été soumise plusieurs semaines avant le congrès, les objections techniques des bureaucrates auraient risqué de freiner la procédure. La réussite tenait à l'effet de surprise ».

## Présentation des textes et adoption

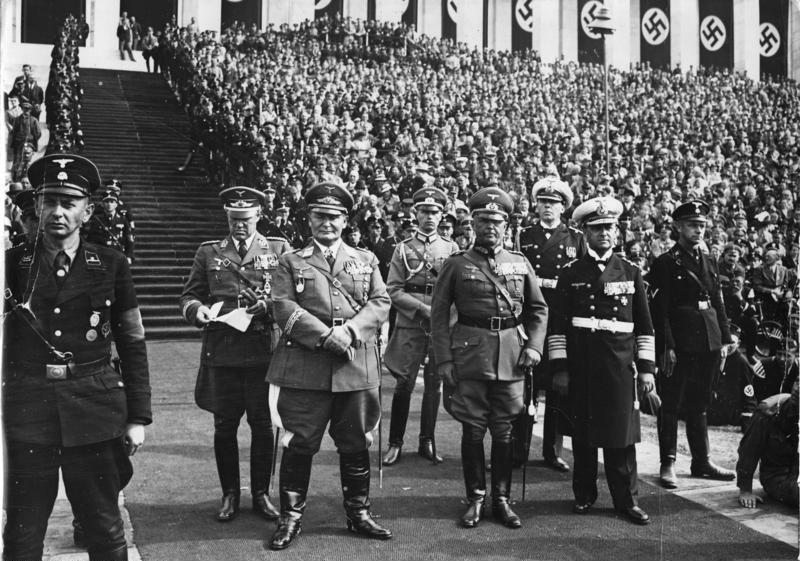
Göring au congrès du parti de 1936

Prenant la parole devant les membres du Reichstag vers 20 h, Adolf Hitler prononce un discours étonnamment bref, dont le sujet principal est le rôle qu'il attribue aux Juifs dans les tensions internationales et sur les provocations qu'il leur impute, provocations qui, selon lui, génèrent des plaintes de plus en plus nombreuses. C'est dans ce contexte qu'il présente les lois soumises au parlement comme un moyen d'établir des relations acceptables entre Allemands et Juifs :

« Pour empêcher ce comportement d'entraîner de la part de la population indignée une énergique action défensive, dont on ne peut prévoir l'étendue, la seule solution est de trouver une réponse législative au problème. Le gouvernement du Reich allemand est guidé par l'espoir de pouvoir créer, par une mesure d'une rare portée, un cadre à l'intérieur duquel le peuple allemand serait en position d'établir des relations acceptables avec le peuple juif. Cependant, si cet espoir devait être déçu et si l'agitation juive intérieure et internationale devait continuer, il serait alors nécessaire de reconsidérer la situation. »

— Adolf Hitler, 15 septembre 1935
Hitler cède ensuite la parole à Hermann Goering pour justifier le détail des lois. Dans un discours dont l'antisémitisme est aussi violent que celui de Julius Streicher ou Joseph Goebbels, Goering affirme notamment que « la croix gammée est un symbole du combat pour la singularité de notre race [et qu'] elle nous a toujours servi en tant que signe de ralliement dans la lutte contre les Juifs en tant que destructeurs de race ». Il poursuit en proclamant que les lois proposées sont « une profession de foi pour les forces et les vertus de l'esprit germanique nordique » et que « tout gouvernement, et surtout le peuple lui-même, a le devoir de veiller à ce que cette pureté raciale ne puisse plus jamais s'étioler ou être corrompue ».
Les trois textes de loi présentés au Reichstag, spécialement convoqué pour ce seul objet, sont approuvés par acclamation.

## Trois lois

### Loi sur le drapeau du Reich

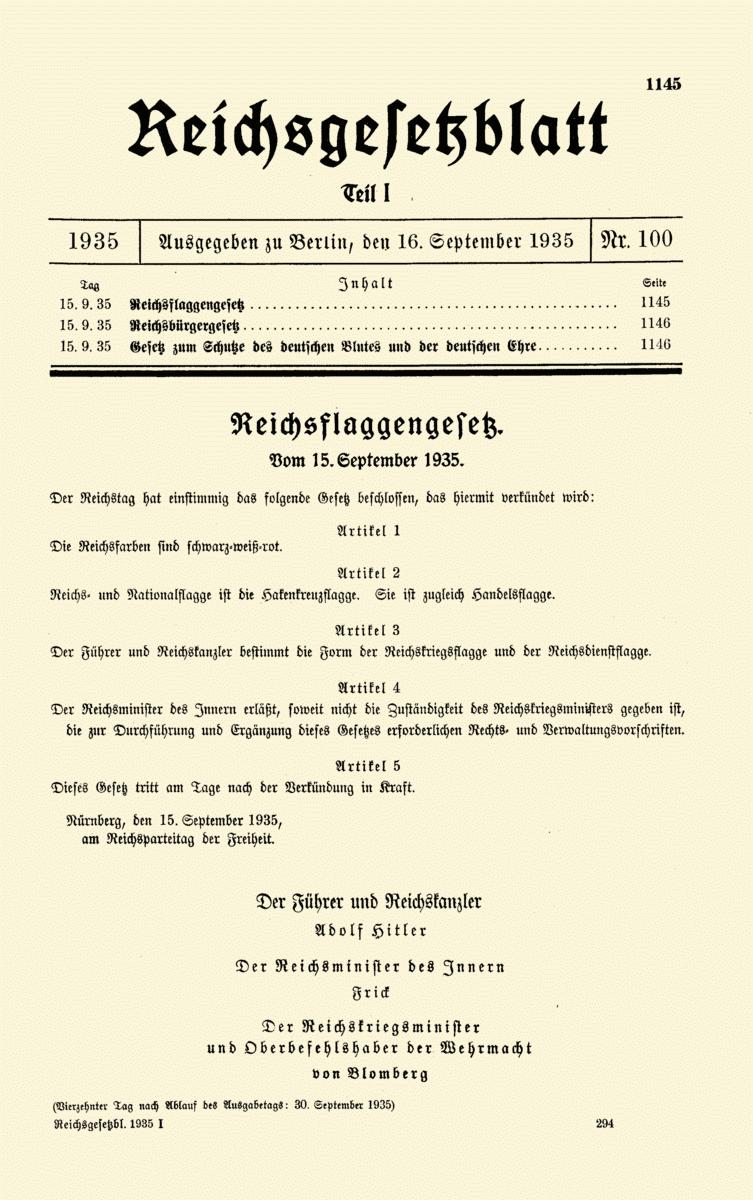
Publication de la loi sur le drapeau dans le Reichsgesetzblatt.

En son article 1er, la loi sur le drapeau du Reich (Reichsflaggengesetz) dispose que les couleurs du drapeau sont le noir, le blanc et le rouge ; en son article 2, elle précise que le drapeau officiel porte l'emblème de la croix gammée, substituant de ce fait le symbole du parti nazi aux couleurs de la république de Weimar, dans le droit fil de la loi du 1er décembre 1933 qui scelle l'unité du parti et de l'État.
Pour l'historien Richard J. Evans, cette loi découle notamment d'un incident survenu à New York : des dockers ayant arraché un  drapeau à croix gammée sur un bateau allemand furent acquittés par la justice américaine par un magistrat « qui accompagne son jugement d'une longue diatribe contre le nazisme et ses méfaits » ; « Hitler en fut tellement enragé qu'il décida sur-le-champ que le moment était venu de transformer la svastika en symbole officiel de l'Allemagne. » Cet affront au drapeau nazi est mentionné par Hitler lors de son discours de présentation devant le Reichstag.

### Loi sur la citoyenneté du Reich
Ne comportant que trois articles, la loi sur la citoyenneté du Reich (Reichsbürgergesetz) dispose en son article 2, §1, qu'« un citoyen du Reich est uniquement une personne de sang allemand ou apparenté et qui, à travers son comportement, montre qu'elle est à la fois désireuse et capable de servir loyalement le peuple allemand et le Reich » ; au §3, elle précise que seuls les citoyens du Reich jouissent de la totalité des droits politiques. « Tous les autres, les Juifs surtout mais aussi tout opposant potentiel au régime et même ceux qui s'en distanciaient tacitement par leur manque d'enthousiasme pour sa politique, étaient relégués au rang de « ressortissants de l'État ». Tout en n'ayant aucun droit politique, ils demeuraient les « obligés » du Reich ».
Selon Raul Hilberg, « étant donné que dans l'Allemagne nazie le titre de citoyen était vide de tout contenu, les termes de la loi sont sans intérêt ». Pour Ian Kershaw, « quoique quasiment vide de contenu, la loi définissait le cadre de la masse de décrets annexes qui, dans les années suivantes, allaient repousser les Juifs aux marges de la société, prisonniers au sein de leur propre pays ».

### Loi de protection du sang et de l'honneur allemands

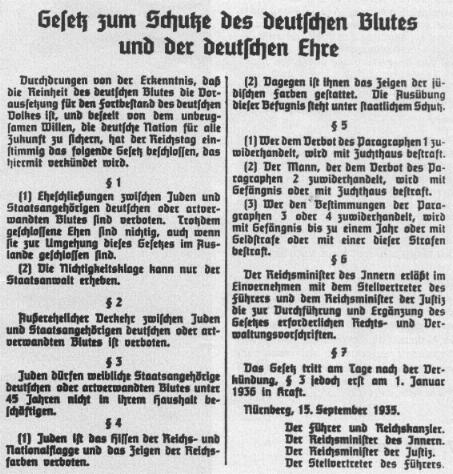
Publication de la loi sur la protection du sang et de l'honneur allemand au Reichsgesetzblatt.

Structurée en 7 articles, la loi sur la protection du sang et de l'honneur allemand (Gesetz zum Schutze des deutschen Blutes und der deutschen Ehre) établit une série d'interdictions imposées aux Juifs, le terme étant utilisé dans le corps du texte mais sans être défini.
L'article 1er interdit les mariages entre Juifs et citoyens de sang allemand ou apparenté ; de tels mariages sont réputés nuls, même s'ils ont été conclus à l'étranger et la procédure d'annulation doit être initiée par le Ministère public .
Les relations sexuelles extraconjugales sont également prohibées, via l'article 2.
Il est également interdit aux Juifs d'avoir des employées de maison de sang allemand ou apparenté âgées de moins de 45 ans (article 3).
Ils ne peuvent arborer le drapeau du Reich, mais sont autorisés à arborer les  couleurs juives, ce droit étant garanti par l'État (article 4).
L'article 5 de la loi établit les peines frappant la violation des dispositions des articles 1 à 4.
L'article 6 détermine les modalités d'exécution du dispositif, qui peuvent être prises par le ministre de l'Intérieur, en accord avec l'adjoint du Führer (Rudolf Hess) et le ministre de la Justice.
L'article 7 fixe l'entrée en vigueur de la loi au jour de sa promulgation, à l'exception de l'article 3, qui ne devient effectif que le 1er janvier 1936.
L'interdiction du mariage et des relations extraconjugales entre Juifs et citoyens de sang allemand ou apparentés concrétise juridiquement la volonté exprimée par les nazis, en 1930, de faire de la « trahison de la race » (Rassenverrat) un délit passible d'emprisonnement, voire de la peine de mort, volonté reprise, notamment par Roland Freisler, sous-secrétaire d'État à la Justice de Prusse, dans un mémorandum de septembre 1933. Elle légitime l'attitude de fonctionnaires, qui sans aucune base légale spécifique, refusent depuis l'entrée en vigueur de la loi sur la restauration de la fonction publique, de célébrer des unions entre des Juifs et des individus de sang allemand, au nom des « principes nationaux généraux ». Elle conforte également la position de juristes nazis selon lesquels l'origine juive d'un conjoint, si elle est ignorée au moment du mariage, constitue un motif d'annulation de celui-ci, sur la base de l'article 1333 du Code civil. Ce troisième texte « était sans doute le plus important, car ce fut grâce à lui que les nazis purent s'immiscer dans la vie privée des citoyens allemands ».

## Décrets d'application
« La définition retenue se soldait par une contradiction [...]. Il avait été impossible de parvenir à une définition biologique de la race [...] et il avait fallu en conséquence recourir à la confession religieuse pour déterminer qui était de race juive. On pouvait donc imaginer des descendants d'« Aryens purs » convertis au judaïsme, partant considérés comme des Juifs de race. C'était absurde, mais cela ne fait que mettre en évidence l'absurdité de tout l'exercice. »

— Ian Kershaw
 La loi de protection du sang et de l'honneur allemand et la loi sur la citoyenneté du Reich font l'objet de deux premiers décrets d'application spécifiques datés du 14 novembre 1935. Chargés de leur rédaction, Wilhelm Stuckart et Bernhard Lösener doivent tenir compte de la position des experts raciaux du parti nazi, Gerhard Wagner, Walter Gross et Kurt Blome, qui, à l'initiative de ce dernier, proposent de « reconnaître comme Allemands tous les « quart-Juifs » et de considérer tous les Juifs « à demi et aux trois-quarts » comme Juifs intégraux ». Lösener estime impossible de mettre en œuvre l'assimilation totale des demi-Juifs aux Juifs intégraux, à la fois pour des raisons racistes, mais aussi par crainte que la population allemande ne se rallie pas à une discrimination aussi radicale.

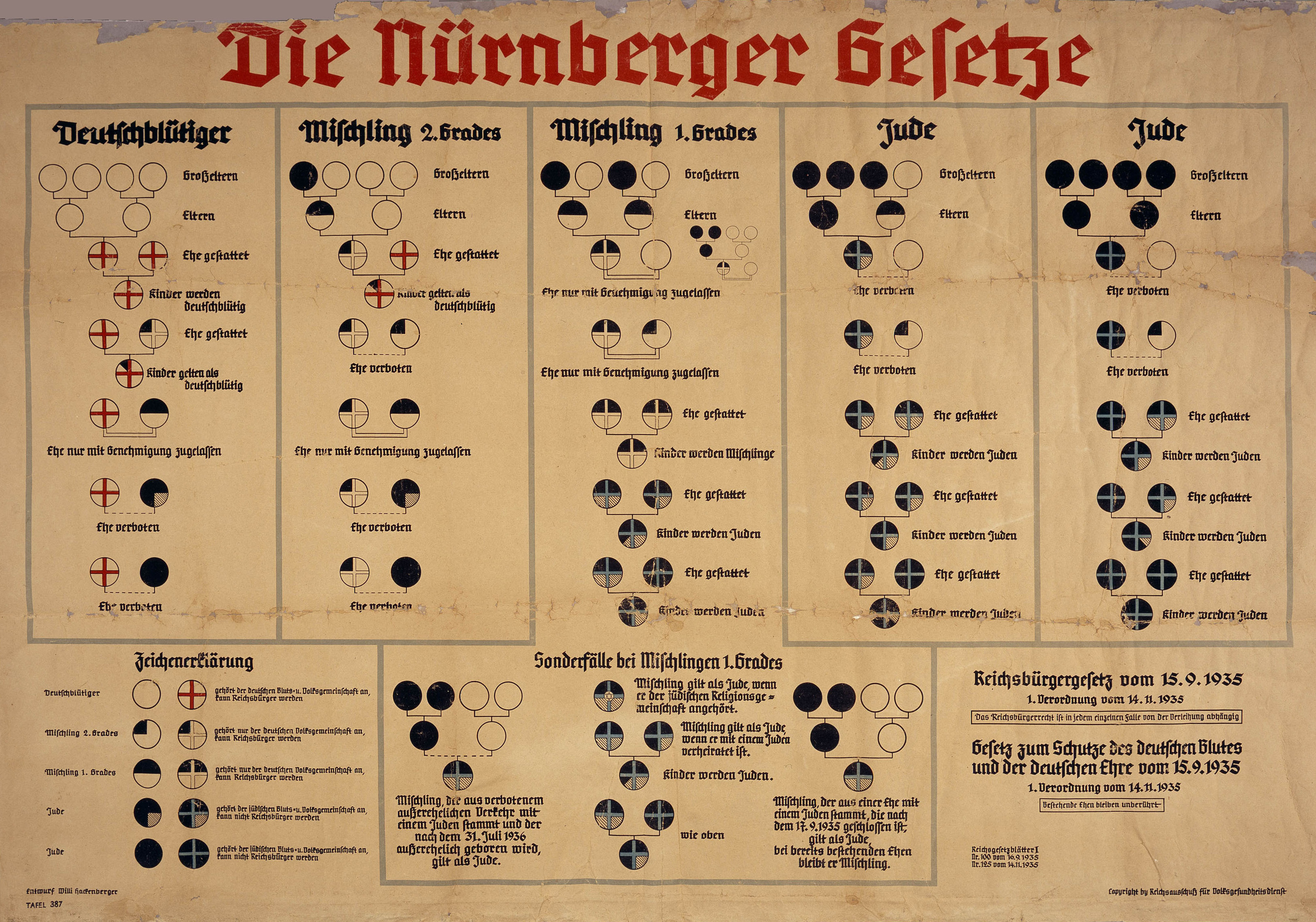
Tableau de 1935 reprenant les définitions raciales découlant des lois de Nuremberg.

Le 1er décret d'application de la loi sur la citoyenneté du Reich établit une classification raciale complexe, qui divise les non-aryens en deux catégories, les Juifs et métissés de Juif (Mischling).
En son §2.2, ce décret énonce qu'« est métissée de Juif la personne qui descend d'un ou deux grands-parents qui sont racialement des Juifs intégraux, sauf si cette personne est considérée comme juive sur la base du §5.2. Un grand-parent est considéré comme un Juif intégral s'il appartient à la communauté religieuse juive. »
La notion de Juif est définie via le §5 du décret :

« §5.1. Est Juif celui qui descend d'au moins trois grands-parents qui sont racialement des Juifs intégraux. Dans ce cas, le §2.2. est d'application.
  §5.2. Est également réputé Juif le ressortissant métissé de Juif qui descend de deux grands-parents juifs intégraux et, a) appartient à la communauté religieuse juive à la date de la proclamation de la loi, ou rejoint cette communauté par la suite, b) est marié à une personne juive à la date de la proclamation de la loi, ou conclut un tel mariage ultérieurement, c) est le fruit d'un mariage avec un Juif, tel que défini au §.5.1, si ce mariage a été conclu après l'entrée en vigueur de la loi sur la protection du sang et de l'honneur allemands du 15 septembre 1935, d) est le fruit de relations extraconjugales avec un Juif, tel que défini au §.5.1, et est né après le 1er juillet 1936. »

— 1er décret d'application de la loi sur la citoyenneté du Reich, 14 novembre 1935
Comme dans le cadre de l'Arierparagraph du 11 avril 1933, les rédacteurs du décret ne définissent pas qui est Juif sur la base de l'appartenance à une prétendue race juive, ou sur des critères tels que le groupe sanguin ou la courbure du nez : le seul critère distinctif est la religion de l'individu concerné, de son conjoint et de ses ascendants jusqu'au second degré. « Dès le 14 novembre, les droits civiques des Juifs furent annulés, leur droit de vote supprimé ; les fonctionnaires juifs encore en poste du fait de leur statut d'anciens combattants ou assimilés devaient obligatoirement se démettre. »

## Conséquences

### Interprétation et application des textes
Les lois de Nuremberg « étaient loin d'être aussi simples et directes qu'une lecture superficielle pouvait le faire croire » et leur interprétation soulève de nombreux problèmes juridiques. Un mariage mixte contracté après la promulgation de la loi est considéré comme nul. Les deux parties sont donc coupables de relations extraconjugales et risquent le pénitencier. Mais Hitler veut que dans le cadre de relations extraconjugales, seul l'homme soit poursuivi. Si les tribunaux ne peuvent pas poursuivre une femme allemande pour Rassenschande (« honte raciale », soit crime de race), ils s'efforcent dès qu'ils le peuvent de la condamner pour parjure. Reinhard Heydrich, quant à lui, envoie des instructions secrètes à la police d'État et à la police criminelle pour que la partenaire juive d'un Allemand soit envoyée dans un camp de concentration, et ce, malgré les ordres du Führer.
Les Mischlinge sont dans une situation encore plus délicate. Les Mischlinge au premier degré doivent demander une autorisation pour épouser un non-Juif ou un métis au second degré, ce qui devient impossible à partir d'octobre 1941. Ils sont considérés comme juifs s'ils épousent un Juif.
En mars 1936, le Mitteilungsblatt des Reichsverbandes der nichtarischen Christen (Bulletin d'information de l'Association du Reich des chrétiens non aryens) présente une série de cas théoriques sous la forme de questions-réponses :

« — Question : que peut-on dire du mariage d'un demi-aryen avec une jeune fille ayant un parent aryen, mais dont la mère aryenne s'est convertie au judaïsme de sorte que la fille a reçu une éducation juive ? Que peut-on dire en outre, des enfants de ce mariage ?
— Réponse : la jeune fille, en fait demi-aryenne, n'est pas une Mischling, mais est indiscutablement considérée comme juive selon la loi car elle appartenait à la communauté religieuse juive à la date limite, c'est-à-dire au 15 septembre 1935, la conversion ultérieure ne modifie en rien son statut. Le mari - Mischling au premier degré - est donc considéré comme juif puisqu'il a épousé une femme considérée comme juive. Les enfants de ce mariage sont en tout état de cause considérés comme juifs puisqu'ils ont trois grands-parents juifs (deux par la race, un par la religion). La situation aurait été la même si la mère avait quitté la communauté juive avant la date limite. Elle-même aurait été Mischling, mais les enfants auraient encore trois grands-parents juifs. Autrement dit, il est tout a fait possible que des enfants considérés comme juifs puissent être issus d'un mariage où les deux conjoints sont demi-aryens.
— Question : un homme a deux grands-parents juifs, une grand-mère aryenne et un grand-père demi-aryen : ce dernier est né juif et n'est devenu chrétien qu'ultérieurement. Cette personne à 62 % juive est-elle Mischling ou juive ?
— Réponse : cet homme est juif selon les lois de Nuremberg, en raison du grand-père de confession juive ; ce grand-père est présumé juif intégral et cette présomption ne peut être contestée. De sorte que ce juif à 62 % a trois grands-parents juifs. En revanche, si le grand-père demi-aryen avait été chrétien par la naissance, il n'aurait pas été juif intégral et ne serait donc pas entré en ligne de compte dans ce calcul ; son petit-fils aurait été Mischling au premier degré. »

« Les généalogistes devinrent brusquement les experts les plus recherchés du pays et beaucoup d'Allemands se mirent à éplucher fébrilement les registres paroissiaux et autres archives officielles afin d'accumuler des preuves écrites de leur pureté raciale pour les annexer à leur certificat d'ascendance (Ahnennachweis) […] devenu un sésame indispensable pour quiconque souhaitait faire carrière dans l'administration, et même ailleurs. »
La loi sur la citoyenneté du Reich permet au ministre de l'Intérieur Wilhelm Frick de renvoyer en moins de quinze jours les fonctionnaires d'ascendance juive restés en place grâce aux clauses d'exemption de la loi du 7 avril 1933 sur la restauration de la fonction publique.
Paradoxalement, Stuckhart, qui est le représentant de Frick à la première conférence de Wannsee, qui se tient en janvier 1942, objecte que l'application de la « Solution finale » est en contradiction avec les lois de Nuremberg en ce qui concerne les Mischlinge du premier et second degrés, et qu'un plan de stérilisation obligatoire pour cette population est plus dans l'esprit de ces lois. Cette proposition n'est pas retenue par Reinhard Heydrich, l'opinion allemande n'étant pas favorable à une modification de ces lois, pas plus que le Führer,.

### Un jalon de la politique antisémite du Troisième Reich
« La presse présenta les lois de Nuremberg comme une mesure de stabilisation qui aiderait les Juifs d'Allemagne à dissiper une bonne fois les incertitudes qui planaient sur leur statut et à vivre tranquillement [...] cela n'a pas empêché la loi de provoquer de nouvelles discriminations contre tous ceux qu'elle désignait officiellement comme Juifs ». Après l'adoption des lois, les textes juridiques antisémites se raréfient afin de ne pas mettre en cause l'image de l'Allemagne dans la perspective des Jeux olympiques de Berlin ; cette pause législative et réglementaire ne freine en aucun cas les actions antisémites, notamment via l'aryanisation économique accélérée, les pillages et les actions individuelles violentes ou la poursuite de l'objectif d'une émigration totale des juifs allemands ou résidant sur le territoire du Reich.
« À partir de septembre 1935, le principe de l'antisémitisme ne domina plus seulement la vie publique, mais aussi la vie privée. Logé au cœur de l'idéologie nazie depuis le début, il contamina des secteurs de plus en plus étendus de la société allemande et s'y introduisit de plus en plus loin. »
Les lois de Nuremberg font des Juifs allemands des étrangers dans leur propre pays ; la loi sur la citoyenneté du Reich fournit la base des discriminations ultérieures visant à pousser les Juifs hors d'Allemagne et à isoler et discriminer ceux qui y restent. Paradoxalement, en définissant le statut légal des Juifs en Allemagne, elles contribuent à donner à certains d'entre eux un sentiment de sécurité.
Raul Hilberg insiste sur l'importance des législations antisémites dans la mise en place de la Shoah : « la bureaucratie avait pris les choses en main, et ce fut le processus bureaucratique de destruction qui, pas à pas, aboutit finalement à l'annihilation de cinq millions de victimes. » Le même auteur, lorsqu'il résume l'évolution chronologique du processus de destruction, considère que la définition du Juif est le préalable indispensable aux phases ultérieures : expropriations, concentration, anéantissement. « En comparaison des sanglantes émeutes de 1938, la définition du Juif peut faire figure de mesure relativement anodine. En réalité, elle était de beaucoup plus grande portée, car la définition de la victime constituait une condition préliminaire, indispensable à l'action ultérieure ».

## Abrogation
En Allemagne de l'Ouest, l'article 123, §1, de la loi fondamentale du 23 mai 1949, placé sous le titre des dispositions transitoires et finales, énonce que « Le droit en vigueur antérieurement à la première réunion du Bundestag demeure en vigueur dans la mesure où il n'est pas contraire à la loi fondamentale ». Avec cet article, les lois de Nuremberg, comme la Reichstagsbrandverordnung ou la loi des pleins pouvoirs, ne sont donc plus en vigueur, notamment en raison de la violation flagrante des articles 1 à 20 de la loi fondamentale relatifs aux libertés publiques. En République démocratique allemande, la Constitution du 7 octobre 1949 abroge, via son article 144, les dispositions qui lui sont contraires et a une portée semblable à celle de l'article 123, §1 de la loi fondamentale, qui s'applique à l'Allemagne réunifiée depuis le 3 octobre 1990. Les derniers vestiges des lois de Nuremberg et d'autres textes inspirés ou adoptés par les nazis sont réduits à néant par la loi d'abrogation des peines nationales-socialistes injustes prévues dans le Code pénal (Gesetz zur Aufhebung nationalsozialistischer Unrechtsurteile in der Strafrechtsplege) du 25 août 1998, entrée en vigueur le 1er septembre 1998.